# Грицай Іван Трохимович
Іван Трохимович Грицай (нар. 20 серпня 1938, село Багатенька, тепер Кегичівського району, Харківської області) — український політик, колишній голова Миколаївської обласної ради, колишній народний депутат України. Член ЦК КПУ у 1990—1991 р.

## Біографія
Народився 20 серпня 1938 в селі Багатенька Кегичівського району Харківської області. Українець.
Закінчив Первомайську середню школу Миколаївської області.
У 1960 році закінчив агрономічний факультет Уманського сільськогосподарського інституту, за фахом — агроном.
З 1960 — агроном-економіст колгоспу імені Леніна села Берізки Кривоозерського району Миколаївської області.
З вересня 1961 р. висунутий на комсомольську роботу. Займає посади завідувача відділу, з листопада 1961 — першого секретаря Кривоозерського районного комітету ЛКСМУ; з січня 1963 — секретаря комітету комсомолу Снігурівського виробничого колгоспно-радгоспного управління; з 1963 — секретаря Миколаївського сільського обласного комітету ЛКСМУ, з грудня 1964 — секретаря Миколаївського обласного комітету ЛКСМУ.
З лютого 1967 — другий секретар, а з 18 грудня 1967 — перший секретар Миколаївського обласного комітету ЛКСМУ.
З 1971 — перший секретар Очаківського районного комітету КПУ.
У 1974—1976 — слухач Вищої партійної школи при ЦК КПРС.
З 1976 — завідувач відділу пропаґанди і аґітації Миколаївського обласного комітету КПУ.
З 1978 до 1983 — заступник голови Миколаївського облвиконкому.
З 1983 до 1989 — секретар Миколаївського обласного комітету КПУ. Півтора року — відрядження в Афганістан.
З 16 грудня 1989 до квітня 1990 та з січня 1991 до 20 квітня 1992 — голова Миколаївського обласного виконавчого комітету.
З 25 травня 1990 до серпня 1991 — перший секретар Миколаївського обласного комітету КПУ.
Під час серпневого перевороту 1991 Грицай зайняв антипутчистську позицію, не допустив вилучення грошових активів області на користь ГКЧП.
З 8 квітня 1990 до 1994 — голова Миколаївської обласної ради.
Народний депутат України 12 (1) скликання з 15 травня 1990 до 10 травня 1994 р. Обраний у Миколаївському виборчому окрузі N 290. Член мандатної комісії ВР України і з питань депутатської етики.
З 20 березня 2008 — голова ради старійшин при голові Миколаївської обласної адміністрації.

## Партійна приналежність
Член КПРС у 1963—1991 р.р. Делегат XXVIII з'їзду КПРС.

## Родина
Батько загинув під час Другої світової війни; мати була прибиральницею. Одружений; син Максим; дочка Оксана.

## Нагороди та звання
Нагороджений трьома Орденами Трудового Червоного Прапора, орденом «Знак Пошани», медалями СРСР та Республіки Афганістан. Державний службовець 1-го ранґу (квітень 1994).